# Мохаммад Рашид Мазагері
Мохаммад Рашид Мазагері (перс. محمد رشید مظاهری, нар. 18 травня 1989, Догонбедан) — іранський футболіст, воротар клубу «Зоб Ахан».
Виступав, зокрема, за клуби «Естеглал Ахваз» та «Фулад», а також національну збірну Ірану.

## Клубна кар'єра
Народився 18 травня 1989 року в Догонбедані. Мазагері провів сім років у молодіжній академії клубу «Фадрж Сепасі», перш ніж приєднався до молодіжної команди «Естеглал Ахваз» в 2009 році. Наступного року у цьому ж клубі розпочав свою дорослу кар'єру, в якій провів один сезон, взявши участь у 12 матчах другого дивізіону Ірану.
Влітку 2011 року перейшов у «Фулад» і відіграв за команду з Ахваза наступні два з половиною сезони своєї ігрової кар'єри, проте основним воротарем так і не став.
На початку 2014 року перейшов у «Зоб Ахан» і в першому сезоні був резервним воротарем. З сезону 2014/15 став основним воротарем, допомігши команді в тому ж сезоні здобути Кубок Ірану. У 2016 році виграв з командою Кубок і Суперкубок країни. Станом на 2 червня 2018 року відіграв за команду з Ісфахана 106 матчів в національному чемпіонаті.

## Виступи за збірні
Протягом 2010—2011 років залучався до складу молодіжної збірної Ірану. У складі команди до 23 років і брав участь у Азійських іграх 2010 року в Гуанчжоу, Китай. Всього на молодіжному рівні зіграв у 7 офіційних матчах, пропустив 2 голи.
24 березня 2016 року дебютував в офіційних матчах у складі національної збірної Ірану в матчі проти Індії (4:0).
У складі збірної був учасником чемпіонату світу 2018 року у Росії.

## Досягнення
- Володар Кубка Ірану: 2014-15, 2015-16, 2019-20
- Володар Суперкубка Ірану: 2016

| Дата       | Місто    | Господарі         | Результат | Гості | Турнір            | Голи | Примітки |
| ---------- | -------- | ----------------- | --------- | ----- | ----------------- | ---- | -------- |
| 24-03-2016 | Тегеран  | Іран              | 4 – 0     | Індія | Відбір до ЧС 2018 | -    |          |
| 10-11-2016 | Шах-Алам | Папуа Нова Гвінея | 1 – 8     | Іран  | товариський матч  | -1   |          |
| 13-11-2017 | Неймеген | Венесуела         | 0 – 1     | Іран  | товариський матч  | -    | 46'      |
| Усього     |          | Матчів            | 3         |       | Голів             | ?    |          |